# Орден на Свети Лазар
Орденът на св. Лазар Йерусалимски е основан от кръстоносците в Йерусалим през 1098 г. въз основа на болниците за прокажени, съществували под юрисдикцията на Йерусалимската патриаршия. Патронът му е св. Лазар от Витания. Орденът приема в редиците си рицари, болни от проказа., давайки им лечение и закрила, като по този начин те се чувстват равнопоставени със своите „братя по оръжие и съдба“ от другите кръстоносни ордени. Следва „Устава на Августин Блажени“ и въпреки че не е признат официално до 1255 г., се ползва с определени привилегии и получава пожертвования.
След превземането на Йерусалим през 1187 г. от Саладин членовете на ордена (лазарити) участват в Третия кръстоносен поход и редица битки след него. В битката при Форбия (дн. Газа) на 17 октомври 1244 всички участващи в сражението рицари от ордена, начело с магистъра са убити; участват и в битката при ал-Мансура (8 – 11 февруари 1250). Орденът на Свети Лазар изгражда тесни връзки с Ордена на Тамплиерите. След падането на Йерусалим в ръцете на сарацините, двете институции споделят общ щаб в град Акра – последният християнски бастион на източния бряг на Средиземно море. След падането на Акра през 1291 г. Орденът на св. Лазар се установява във Франция и прекратява участието си в бойни действия. Класически пример на основаните от лазаритите лепрозории е остров Лазарето в лагуната на Венеция. Националните клонове на ордена са загубили връзките си един с друг, но всеки от тях изтъква правоприемството си от средновековното братство.
През 1572 г. савойският клон на Ордена на св. Лазар се обединява с Ордена на св. Мавриций в Орден на светите Мавриций и Лазар, който и към днешно време е свързан със Савойската династия. Самият Орден на св. Лазар не се разпада, продължавайки дейността си.
Днес орденът съществува, има седалища в 25 страни и се занимава с благотворителна дейност.